# Nibbinda丛林道场
Nibbinda丛林道场（英語：Nibbinda Forest Monastery，巴利语Nibbinda义爲“知离、厌离”）是马来西亚槟榔屿西南岭区的一所南传丛林道场，禅院坐落于浮罗山背之一座小山顶上，群山环绕、背山靠海、風光旖旎、静谧幽清， 是出家人培育厌离的好地方。山下小镇悠悠、民风纯朴朴实，更加适合建立浮罗浮屠之人间净土。

## 历史
2009年初，该丛林道场正式供养给帕奥禅师（缅甸）并由帕奥禅师亲自命名，其意是“厌离” 丛林道场。通过“厌离”喧闹、嘈杂的世俗生活进而建立清净之梵，出家人可以在一个舒适的环境下学习教理、实修与体征。